# Легоцки, Иштван
Иштван Легоцки (венг. Lehoczki István, 26 июня 1950 года, Будапешт — 12 марта 2007 года, Будапешт) — венгерский художник-график и карикатурист.

## Биография
После гимназии учился в Школе декоративно-оформительского искусства (1969—1971). 

С 1975 года работал в венгерском сатирическом журнале «Ludas Matyi» (хотя, по его словам, он начал сотрудничать с этим журналом ещё в 1971 году).
«Гонорар за карикатуру составлял семьдесят форинтов, — вспоминал впоследствии художник. — Дома попробовал нарисовать. Отнёс в редакцию, напечатали. Вот так всё и началось».
С 1991 года работал в журнале Uj Ludas (преемник «Лудаша Мати») и других периодических изданиях, в том числе газете Népszabadság, где занял место карикатуриста Дьёрдя Бреннера, которого считал своим учителем. Продолжал рисовать карикатуры, даже несмотря на тяжёлую болезнь.

Иштван Легоцки иллюстрировал книги, рисовал рекламные и другие плакаты, работал в станковой графике. Принимал участие в выставках карикатур в Монреале, Западном Берлине, Габрово, Токио и других городах. На выставках в Монреале и Токио его работы были отмечены премиями. 

В 1995 году был награждён премией Дьёрдя Бреннера (учреждена газетой Népszabadság и сатирическим изданием Hócipő в 1993 году). Лауреат Мемориальной премии Джозефа Пулитцера (1996). Награждён Средним крестом венгерского ордена «За заслуги» (1997).

В СССР карикатуры Иштвана Легоцки были опубликованы в альбоме, выпущенном издательством «Советский художник» (серия «Мастера карикатуры социалистических стран») — «У нас в гостях художники венгерского сатирического журнала „Лудаш Мати“» (1987), а также печатались в советском сатирическом журнале «Крокодил».

## Творчество

### Диафильмы
- Még csak 16 éves vagyok («Мне всего 16 лет», 1980)
- A mi autónk  («Наша машина», 1980)
- Néhány gazdaságpolitikai fogalomról («О некоторых концепциях экономической политики», 1981)
- A felkészülés avagy jótanácsok egy propagandistának («Подготовка, или Добрые советы пропагандисту», 1982)
- Közgazdasági ABC («Экономическая азбука», 1983) [3]

### Мультфильмы
- A Pincérfrakk utcai cicák («Коты с улицы Пинцерфракк», 1984) [4]